# Le Cerneux-Péquignot
Le Cerneux-Péquignot ist eine politische Gemeinde des Kantons Neuenburg in der Schweiz.

## Geographie
Le Cerneux-Péquignot ist mit 1088 m ü. M. im Ortskern die höchstgelegene Gemeinde des Kantons Neuenburg, 8 km südwestlich von Le Locle (Luftlinie). Das Bauerndorf erstreckt sich nordöstlich des Hochtals Vallée de la Brévine im Neuenburger Jura, nahe der Grenze zu Frankreich.
Die Fläche des 15,7 km² grossen Gemeindegebiets umfasst einen Abschnitt in der gewellten Landschaft des Neuenburger Juras südlich des Doubstals. Die Landschaft zeigt einen ähnlichen Charakter wie diejenige der Franches-Montagnes (deutsch Freiberge) mit moorigen, meist oberirdisch abflusslosen Senken zwischen Kuppen aus Kalkstein. Hier befinden sich ausgedehnte Jurahochweiden mit den typischen mächtigen Fichten, die entweder einzeln oder in Gruppen stehen. An einigen Orten gibt es auch Dolinen. Nördlich des Dorfes umfasst der Gemeindeboden den Kamm des Prévoux (1261 m ü. M.) und reicht über das Tal Bas des Roussottes auf den bewaldeten Kamm Maix Musy, auf dem mit 1285 m ü. M. der höchste Punkt von Le Cerneux-Péquignot erreicht wird. Nach Osten erstreckt sich das Gebiet über den Bois du Creux (1151 m ü. M.) und den Petit Calirou (1155 m ü. M.) auf den Signal (1155 m ü. M.). Die südliche Grenze liegt inmitten der Senke des östlichen Vallée de la Brévine. In einem langen schmalen Streifen reicht die Gemeindefläche nach Südwesten bis auf die Waldhöhe des Châteleu (1260 m ü. M.) nordwestlich der Ortschaft La Brévine. Von der Gemeindefläche entfielen 1997 3 % auf Siedlungen, 40 % auf Wald und Gehölze, 55 % auf Landwirtschaft und rund 2 % war unproduktives Land.
Zu Le Cerneux-Péquignot gehören die Weiler Bas du Cerneux (1078 m ü. M.) westlich des Dorfes, Le Gigot (1080 m ü. M.) am Rand des Moores Le Chauchet, der südliche Teil von Le Prévoux (1077 m ü. M.) östlich der gleichnamigen Höhe am Abstieg in das Hochtal von Le Locle sowie weit verstreut über die Jurahöhen zahlreiche Hofsiedlungen und Einzelhöfe. Nachbargemeinden von Le Cerneux-Péquignot sind La Brévine, La Chaux-du-Milieu und Le Locle im Kanton Neuenburg sowie Villers-le-Lac, Montlebon und Grand’Combe-Châteleu im angrenzenden Frankreich.

## Bevölkerung

Historisches Luftbild von Werner Friedli von 1950

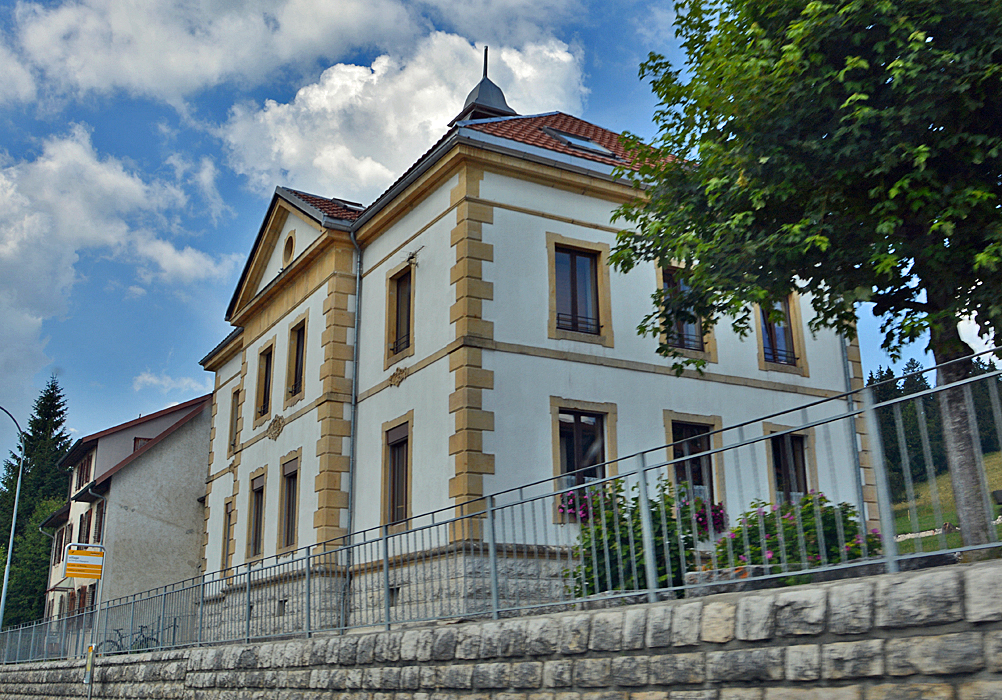
Schulhaus

Mit 311 Einwohnern (Stand 31. Dezember 2023) gehört Le Cerneux-Péquignot zu den kleinen Gemeinden des Kantons Neuenburg. Von den Bewohnern sind 95,6 % französischsprachig, 2,6 % deutschsprachig und 1,0 % portugiesischsprachig (Stand 2000). Die Bevölkerungszahl von Le Cerneux-Péquignot nahm von 1850 (301 Einwohner) bis 1950 (410 Einwohner) leicht zu, danach wurde bis 1980 eine starke Abwanderung registriert (290 Einwohner). Seither ist wieder eine leichte Zunahme zu verzeichnen.

## Politik
Die Stimmenanteile der Parteien anlässlich der Nationalratswahl 2015 betrugen: SVP 32,4 %, FDP 29,8 %, SP 14,8 %, PdA 11,1 %, GPS 7,8 %, CVP 2,0 %, glp 1,7 %, BDP 0 %.

## Wirtschaft
Le Cerneux-Péquignot ist bis heute ein hauptsächlich durch die Landwirtschaft geprägtes Dorf, wobei Viehzucht und Milchwirtschaft überwiegen. Daneben haben auch die Käseherstellung und die Forstwirtschaft eine gewisse Bedeutung. Seit dem 18. Jahrhundert wurde im Marais Rouge in der Ebene des Vallée de la Brévine Torf gestochen; 1991 wurde der Torfabbau eingestellt.

## Verkehr
Die Gemeinde liegt abseits der grösseren Durchgangsstrassen an der Kantonsstrasse von Fleurier nach Le Locle. Westlich des Dorfes gibt es einen Grenzübergang nach Morteau in Frankreich. Le Cerneux-Péquignot ist durch den Postautokurs, der von La Brévine nach Le Locle verkehrt, an das Netz des öffentlichen Verkehrs angeschlossen.

## Geschichte
Das Gebiet um die heutige Ortschaft wurde vermutlich im 13. Jahrhundert von der Familie Péquignot aus der Gemeinde Montlebon in Frankreich urbar gemacht. Cerneux leitet sich vom lateinischen Wort circinatus (umzäunt) ab, womit das eingezäunte Land eines Hofes gemeint ist. Das Dorf gehörte seit seiner Gründung bis zur Französischen Revolution zum Priorat Morteau, das der Freigrafschaft Burgund unterstand. Von 1325 bis 1521 gehörte Le Cerneux-Péquignot zur Gerichtsbarkeit der Grafen von Neuenburg. Während des Dreissigjährigen Krieges wurde der Ort teilweise zerstört.
Nach dem Fall des Ancien Régime gehörte Le Cerneux-Péquignot noch bis 1814 zu Frankreich, wurde dann jedoch an das Fürstentum Neuenburg abgetreten. Die endgültige Übernahme durch die Schweiz fand jedoch erst 1819 statt.

## Sehenswürdigkeiten

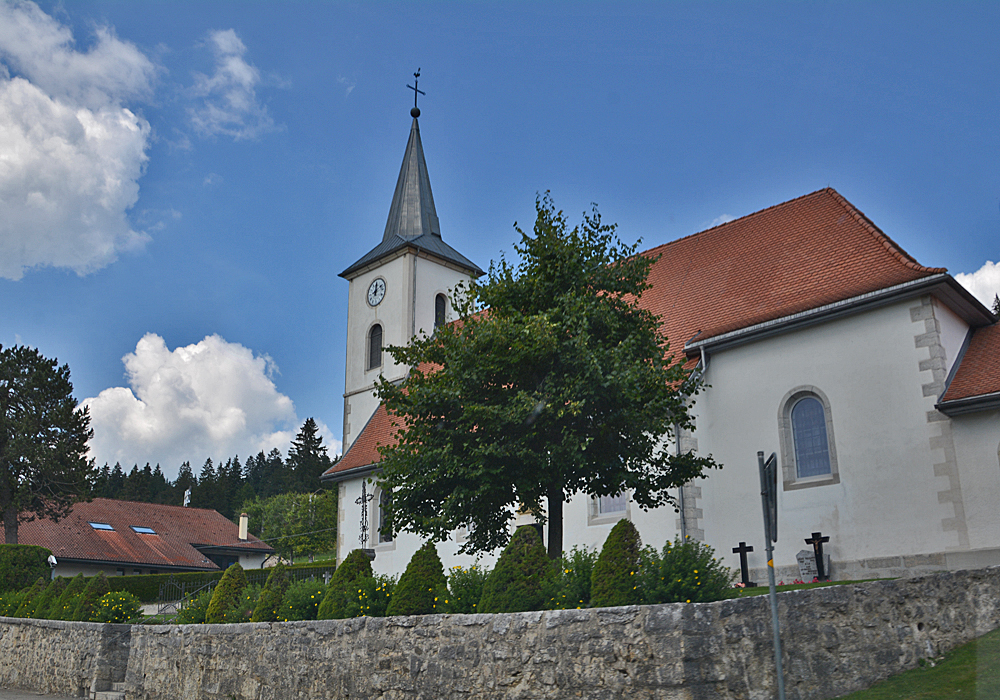
Kirche

Die Kirche Notre-Dame-de-la-Visitation wurde 1690 erbaut und enthält einen bedeutenden Altar aus der Barockzeit. Im Dorf sowie in den Weilern sind zahlreiche charakteristische Bauernhäuser des Hochjuras aus dem 17. bis 19. Jahrhundert erhalten.